# Sarotesius melanognathus
Sarotesius melanognathus är en spindelart som beskrevs av Pocock 1898. Sarotesius melanognathus ingår i släktet Sarotesius och familjen jättekrabbspindlar. Inga underarter finns listade i Catalogue of Life.